# Liste der Biografien/Rux
Liste der Biografien |
Portal Biografien |
Personensuche
# |
A |
B |
C |
D |
E |
F |
G |
H |
I |
J |
K |
L |
M |
N |
O |
P |
Q |
R |
S |
T |
U |
V |
W |
X |
Y |
Z |
?
 
Ra |
Rb |
Rd |
Re |
Rh |
Ri |
Rj |
Rk |
Rl |
Rm |
Rn |
Ro |
Rr |
Rs |
Rt |
Ru |
Rv |
Rw |
Rx |
Ry |
Rz
 
Rua |
Rub |
Ruc |
Rud |
Rue |
Ruf |
Rug |
Ruh |
Rui |
Ruj |
Ruk |
Rul |
Rum |
Run |
Ruo |
Rup |
Rur |
Rus |
Rut |
Ruu |
Ruv |
Ruw |
Rux |
Ruy |
Ruz
Die Liste der Biografien führt alle Personen auf, die in der deutschsprachigen Wikipedia einen Artikel haben. Dieses ist eine Teilliste mit 12 Einträgen von Personen, deren Namen mit den Buchstaben „Rux“ beginnt.

## Rux
- Rux, Conny (1925–1995), deutscher Boxer
- Rux, Karl-Heinz (1907–1945), deutscher Jurist und SS-Obersturmbannführer bei der Gestapo
- Rux, Zora (* 1988), deutsche Filmemacherin
- Rux-Voss, Beate (* 1967), deutsche Organistin und Kirchenmusikerin

### Ruxl
- Rüxleben, Cornelius von (1525–1590), sächsischer Landjägermeister
- Rüxleben, Gerda von (* 1921), deutsche Schauspielerin, Dialogbuchautorin und Synchronregisseurin
- Rüxleben, Heinrich von, gräflich-stolbergischer Amtmann
- Rüxleben, Leonie von (1920–2005), deutsche Kunstsammlerin
- Rüxleben, Vally von (1864–1941), deutsche Schriftstellerin

### Ruxn
- Rüxner, Georg, Herold und Autor eines Turnierbuches

### Ruxt
- Ruxton, Buck (1899–1936), Doppelmörder in Großbritannien
- Ruxton, George Frederick (1821–1848), britischer Reiseschriftsteller